# Oznaka zemljopisnog podrijetla
Oznaka zemljopisnog podrijetla je oblik intelektualnog vlasništva. U gospodarstvu i pravu, to je naziv zemljopisnog područja ili neki drugi znak. Oznaka ukazuje da neka usluga ili proizvod ili usluga potječu iz određenog zemljopisnog područja, te da posjeduje određenu kvalitetu i svojstva koja se pripisuju tom podrijetlu.
Ova se oznaka štiti kao intelektualno vlasništvo radi sprječavanja njene zloporabe ili neovlaštene uporabe zato što oznaka zemljopisnog podrijetla doprinosi većoj tržišnoj vrijednosti proizvoda i usluga koja odgovara njihovim posebnim svojstvima i time stečenom ugledu. Zaštita u tom smislu sprovodi se odgovarajućeg postupka registracije oznake koju provodi za to nadležno tijelo. Kad ju se registira, oznaku smiju zajednički koristiti svi proizvođači iz naznačenog područja, koji zadovoljavaju propisane uvjete.
Nacionalni sustavi prava koji reguliraju oznaku zemljopisnog podrijetla i oznaku izvornosti mogu se znatno razlikovati od države do države, za razliku od ostalih oblika intelektualnog vlasništva kao što su patent, žig i industrijski dizajn.
Uz oznaku proizvođači često stave i logotip proizvođača (koji može biti zaštićen žigom), radi istovremena naglašavanja individualnog karaktera i zajedničke osobine pripadnosti proizvoda.